# 昔班王朝
昔班王朝是一個波斯化的中亞突厥-蒙古王朝，始祖是朮赤第五子昔班。14世紀中葉以前，他們承認拔都和斡兒答的權威。
直到拔都和斡兒答家在14世紀中期絕後，昔班家的阿布海兒宣稱他是朮赤家唯一合法繼承者，並欲控制全金帳汗國，他的對手是朮赤十三子禿花帖木兒家。

## 昔班後裔的政權
在阿布海兒統治時期（1428年-1468年），其王朝開始往烏茲別克人部落鞏固，首先在秋明和圖拉河周圍地區，然後進入錫爾河地區，組成烏茲別克汗國。在他孫子穆罕默德·昔班尼時進入河中，征服撒馬爾罕、赫拉特、巴爾赫和布哈拉，結束了帖木兒帝國，並建立作為布哈拉汗國開端的昔班尼王朝。在他於1510年被伊斯梅爾一世殺死後，他的後裔從1511年至1598年統治布哈拉汗國。此外，其家族的一支在1511年直到1695年統治希瓦汗國。
另一個由昔班家族統治的國家是西伯利亞汗國，由伊巴克汗在1563年佔領王位，它的最後一個可汗庫楚汗在1598年被俄羅斯人放逐，他逃到布哈拉，但他的兒子和孫子被沙皇帶到莫斯科，在那裡他們最終取了西比爾斯基姓。除了這個著名的分支，來自吉爾吉斯斯坦和哈薩克斯坦的幾個其他貴族（例如喬罕·瓦里漢諾夫王子）請求俄羅斯帝國當局承認他們的昔班家族起源，但大多是徒勞的。